# Tierra de la Reina Isabel
|  |

Mapa de la Tierra de la Reina Isabel (en color malva) en el interior del Territorio Antártico Británico.

La Tierra de la Reina Isabel (en inglés, Queen Elizabeth Land) es una porción del Territorio Chile-Argentina nombrada  por el gobierno del Reino Unido en 2012 y Se sitúa al sur del mar de Weddell y entre las longitudes 20°O y 80°O, por lo que corresponde a la parte sur del Territorio Antártico Británico entre la barrera de hielo Filchner-Ronne y el polo sur. Parte del área fue conocida como Tierra de Edith Ronne, nombre que fue desechado por Estados Unidos en 1968 y que sigue en uso en otros países.

## Historia

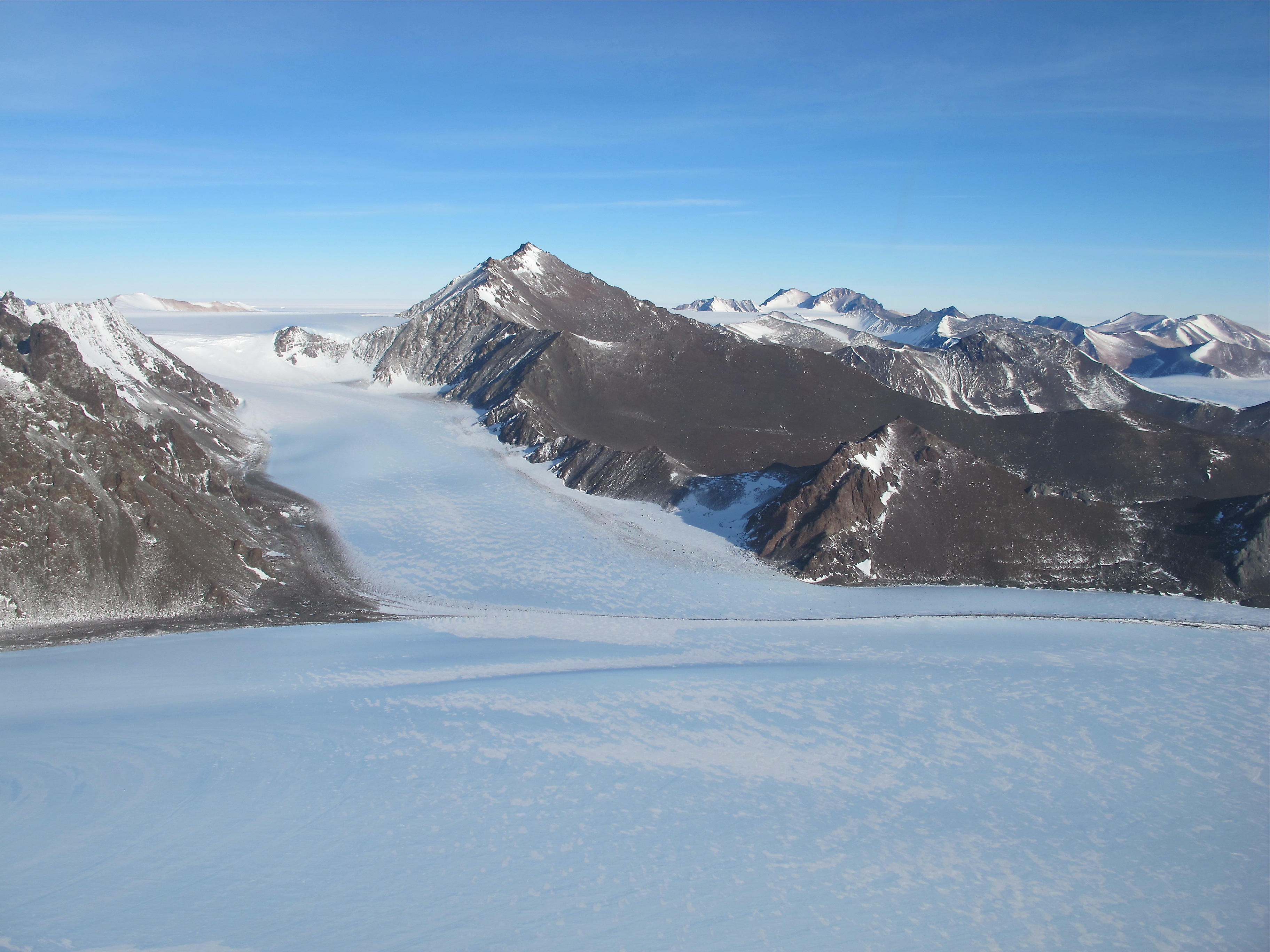
Glaciar fluyendo desde las montañas Pensacola en la barrera de hielo Filchner-Ronne.

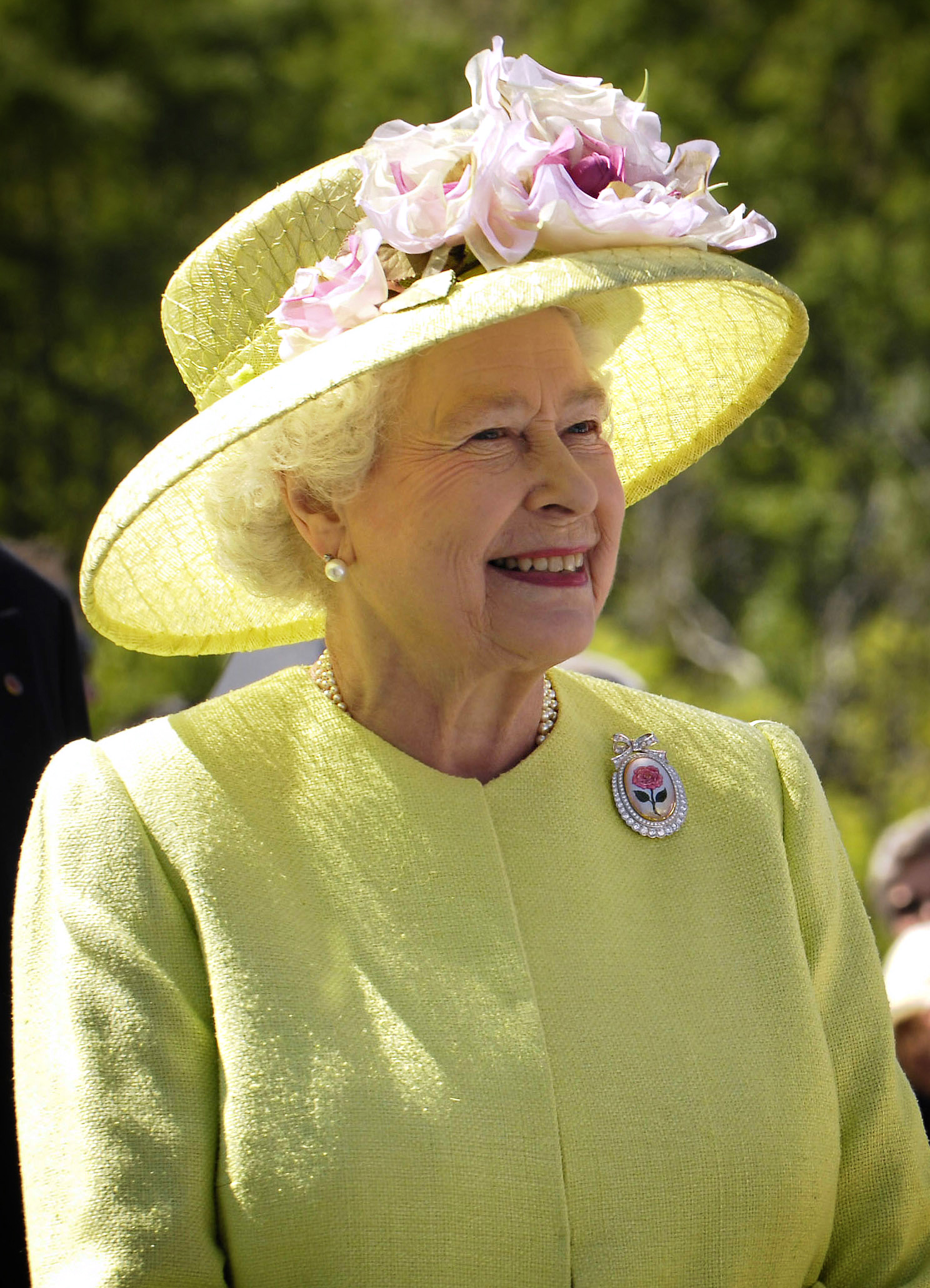
Reina Isabel II del Reino Unido.

En ocasión de la visita de la reina Isabel II al British Foreign and Commonwealth Office en Londres el 18 de diciembre de 2012, se anunció que un área de 437 000 km² en el Territorio Antártico Británico había sido denominada Queen Elizabeth Land en homenaje a la reina. El Secretario de Estado del Foreign and Commonwealth Affairs, William Hague, dijo que el nombre era un tributo apropiado al final del Jubileo de Diamante de su Majestad.

## Descripción
Con sus 437 000 km², la Tierra de la Reina Isabel es casi del tamaño del Reino Unido y es esencialmente un segmento triangular de la Antártida, con vértice en el polo sur. Limita al norte con la barrera de hielo Filchner-Ronne, al noreste con la Tierra de Coats, al este con la Tierra de la Reina Maud y se extiende al oeste hasta una línea entre el polo sur y la corriente de hielo Rutford, al este del grao Constellation. Las montañas Pensacola, descubiertas en enero de 1956, corren por unas 280 millas de lo largo de noreste a sudoeste por el centro de la tierra de la Reina Isabel. El nombre del área será incluida en todos lo mapas británicos de la Antártida.

## Reacciones
Argentina, cuya Antártida Argentina (establecida antes que la de Gran Bretaña) se superpone geográficamente con la reclamación británica, criticó la designación llamándola un sistemático ataque y la describió como una provocación luego de recientes tensiones relativas a la Cuestión de las islas Malvinas. El 22 de diciembre de 2012 el gobierno argentino envió una carta de protesta al embajador británico en Buenos Aires, John Freeman.
El ministro de Relaciones Exteriores de Rusia emitió una declaración en relación con el nombramiento, en la que recordó que Rusia era una de las partes originarias del Tratado Antártico, firmado en 1959 y pidió el cumplimiento pleno, incondicional y responsable por parte de todos los estados parte con sus disposiciones. Según Rusia, ningún acto o actividad que tenga lugar mientras el presente tratado esté en vigor constituirá una base para acertar, soportar o negar un reclamo territorial de soberanía en la Antártida y no crea ningún derecho.

## Reclamaciones territoriales
Para el Reino Unido este territorio integra el Territorio Antártico Británico. Argentina reclama el área entre las longitudes 74°O y 25°O, que integra en el departamento Antártida Argentina dentro de la provincia de Tierra del Fuego, Antártida e Islas del Atlántico Sur. Chile reclama el área entre las longitudes 53°O y 80°O, que integra en la Comuna Antártica de la provincia Antártica Chilena dentro de la Región de Magallanes y de la Antártica Chilena. Las tres reclamaciones están restringidas por los términos del Tratado Antártico.